# Hornsärv
Hornsärv (Ceratophyllum demersum) är en art i familjen särvväxter. Den växer i vatten och bildar ofta stora bestånd. 
Hornsärven är en flerårig ört och har styva, tandade blad.